# Lérouville
Lérouville és un municipi francès situat al departament del Mosa i a la regió del Gran Est. L'any 2007 tenia 1.473 habitants.

## Demografia

### Població
El 2007 la població de fet de Lérouville era de 1.473 persones. Hi havia 595 famílies, de les quals 162 eren unipersonals (75 homes vivint sols i 87 dones vivint soles), 179 parelles sense fills, 198 parelles amb fills i 56 famílies monoparentals amb fills.
La població ha evolucionat segons el següent gràfic:
Habitants censats

### Habitatges
El 2007 hi havia 678 habitatges, 606 eren l'habitatge principal de la família, 15 eren segones residències i 57 estaven desocupats. 534 eren cases i 141 eren apartaments. Dels 606 habitatges principals, 396 estaven ocupats pels seus propietaris, 199 estaven llogats i ocupats pels llogaters i 11 estaven cedits a títol gratuït; 5 tenien una cambra, 26 en tenien dues, 90 en tenien tres, 180 en tenien quatre i 306 en tenien cinc o més. 446 habitatges disposaven pel capbaix d'una plaça de pàrquing. A 286 habitatges hi havia un automòbil i a 231 n'hi havia dos o més.

### Piràmide de població
La piràmide de població per edats i sexe el 2009 era:
| Homes | Edats   | Dones |
| ----- | ------- | ----- |
| 0     | 95 o +  | 4     |
| 0     | 90 a 94 | 4     |
| 0     | 85 a 89 | 4     |
| 0     | 80 a 84 | 0     |
| 20    | 75 a 79 | 44    |
| 36    | 70 a 74 | 16    |
| 28    | 65 a 69 | 52    |
| 40    | 60 a 64 | 40    |
| 40    | 55 a 59 | 36    |
| 48    | 50 a 54 | 48    |
| 40    | 45 a 49 | 44    |
| 52    | 40 a 44 | 48    |
| 64    | 35 a 39 | 64    |
| 60    | 30 a 34 | 32    |
| 44    | 25 a 29 | 48    |
| 36    | 20 a 24 | 36    |
| 80    | 15 a 19 | 24    |
| 40    | 10 a 14 | 72    |
| 64    | 5 a 9   | 52    |
| 52    | 0 a 4   | 24    |

## Economia
El 2007 la població en edat de treballar era de 930 persones, 646 eren actives i 284 eren inactives. De les 646 persones actives 566 estaven ocupades (326 homes i 240 dones) i 80 estaven aturades (40 homes i 40 dones). De les 284 persones inactives 90 estaven jubilades, 70 estaven estudiant i 124 estaven classificades com a «altres inactius».

### Ingressos
El 2009 a Lérouville hi havia 614 unitats fiscals que integraven 1.515,5 persones, la mediana anual d'ingressos fiscals per persona era de 15.023 €.

### Activitats econòmiques
Dels 46 establiments que hi havia el 2007, 1 era d'una empresa extractiva, 2 d'empreses alimentàries, 2 d'empreses de fabricació de material elèctric, 5 d'empreses de construcció, 10 d'empreses de comerç i reparació d'automòbils, 7 d'empreses de transport, 3 d'empreses d'hostatgeria i restauració, 1 d'una empresa immobiliària, 3 d'empreses de serveis, 5 d'entitats de l'administració pública i 7 d'empreses classificades com a «altres activitats de serveis».
Dels 10 establiments de servei als particulars que hi havia el 2009, 1 era una oficina de correu, 1 paleta, 2 guixaires pintors, 1 lampisteria, 1 electricista, 2 perruqueries i 2 restaurants.
Dels 7 establiments comercials que hi havia el 2009, 2 eren fleques, 2 carnisseries, 1 una peixateria, 1 una botiga d'equipament de la llar i 1 una joieria.
L'any 2000 a Lérouville hi havia 6 explotacions agrícoles que ocupaven un total de 816 hectàrees.

## Equipaments sanitaris i escolars
El 2009 hi havia 1 farmàcia i 1 ambulància.
El 2009 hi havia 2 escoles maternals i 2 escoles elementals.

## Poblacions més properes
El següent diagrama mostra les poblacions més properes.